# Медовий місяць (телесеріал)

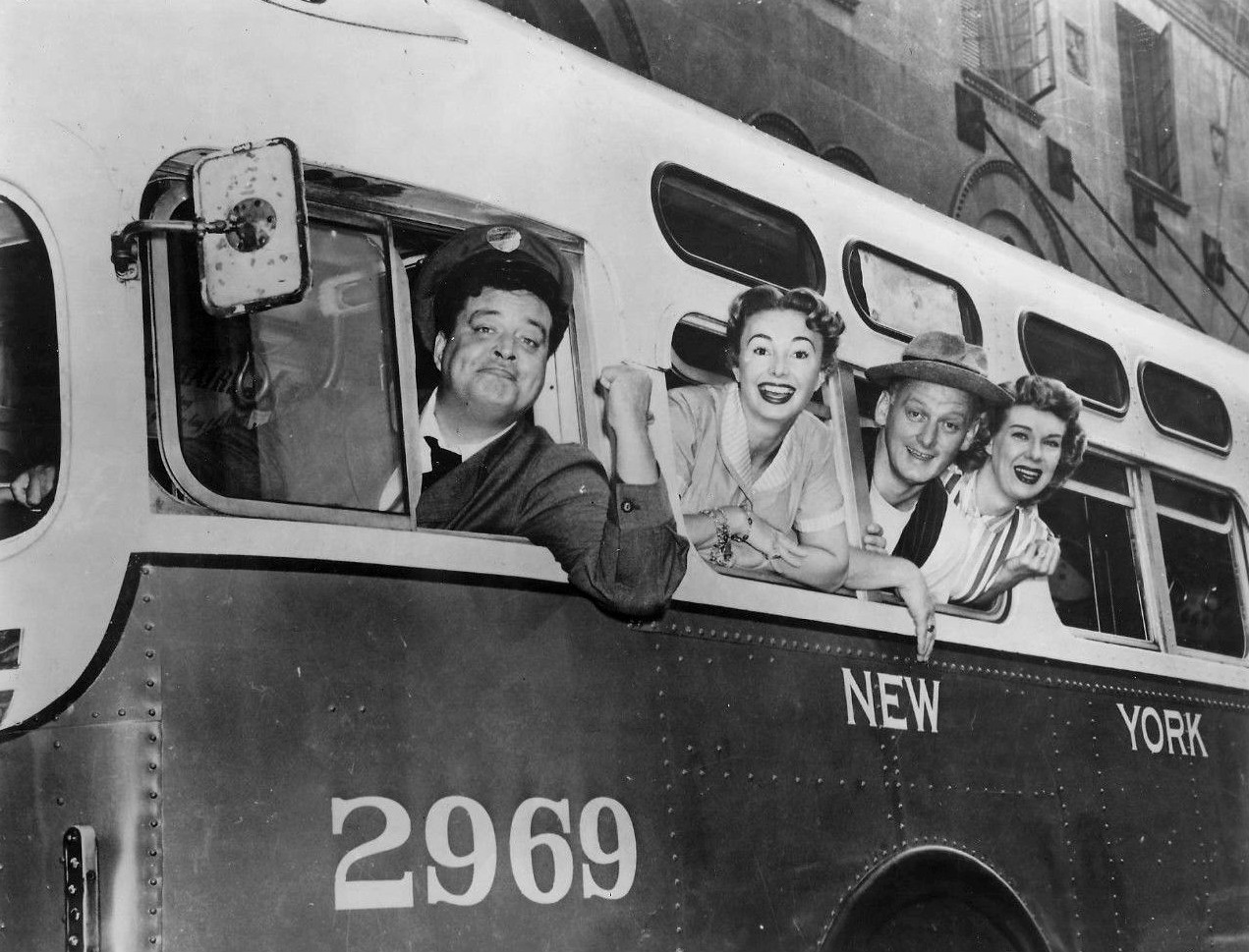

«Медовий місяць» (англ. The Honeymooners) — американський комедійний телесеріал, заснований на однойменних скетчах 1951-55 років. Скетчі вперше стартували у програмі The Jackie Gleason Show на DuMont, а потім на CBS. 1 жовтня 1955 року телесеріал стартував на CBS у вигляді півгодинного ситкому і досяг великого успіху в рейтингах, займаючи другу позицію в рейтингу популярних шоу. У середині першого сезону серіал зіткнувся з конкуренцією з боку шоу Перрі Комо і рейтинги до кінця сезону впали до дев'ятнадцятого місця. Телесеріал був закритий після одного сезону із 39 епізодів, а фінал транслювався 22 вересня 1956 року. З того часу шоу знайшло великий успіх у синдикації і зберегло свою спадщину в популярній культурі завдяки своїм яскравим фразам. Ситком згадується у «Флінтстоунах», «Футурамі» та «Королі Квінса». У 2002 році ситком посів третє місце у списку П'ятдесяти найбільших телешоу всіх часів за версією журналу TV Guide.
У центрі сюжету перебувала подружня пара з робітничого класу, що було рідкістю в період 1950-х років на телебаченні, яка живе у занепалому Бруклінському комплексі . У ситкомі знялися Джекі Глісон та Одрі Медоуз. Телесеріал здобув успіх завдяки демонструванню ідеальних повоєнних персонажів, які прагнуть роботи і хорошого житла. Однак, шоу у момент прем'єри не мало схвальної критики — його вважали таким, що занадто намагається бути унікальним. Тим не менш, в 1956 ситком висувався на премію «Еммі», за акторські роботи Глісона, Медоуз і Арта Карні, останній виграв премію за роль другого плану . В 1957 проєкт отримав премію Гільдії сценаристів США. Через роки ситком почав розглядатися критиками як одне із зразкових шоу «Золотої ери телебачення». У період своєї трансляції шоу мало незвичайну систему зйомки, створену DuMont кількома роками раніше, завдяки якій епізоди збереглися у набагато вищій якості, ніж більшість шоу тієї епохи.